# Литуев, Виктор Николаевич

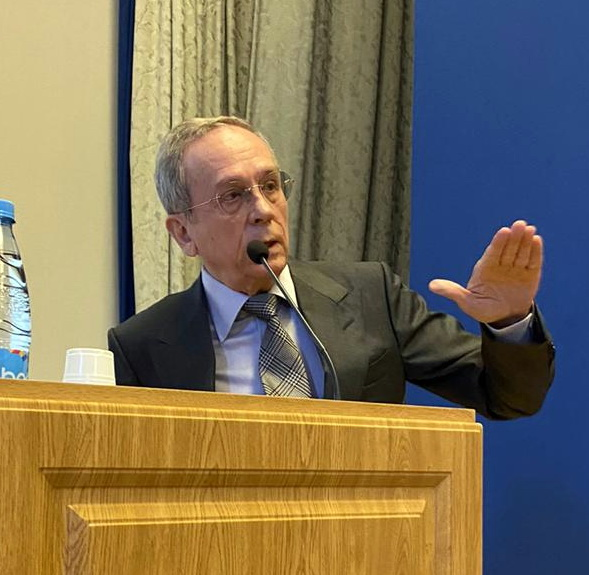
В. Н. Литуев на публичной лекции

Литу́ев Ви́ктор Никола́евич (род. 25 сентября 1950, Новокузнецк) — советский и российский учёный, кандидат исторических наук (1983), доктор экономических наук (1997). Почётный профессор Санкт-Петербургского института биорегуляции и геронтологии СЗО РАМН

## Биография
Родился в 1950 году в Новокузнецке.
После окончания школы в 1967 году поступил в Троицкое авиационно-техническое училище Министерства гражданской авиации СССР. В 1970 году получил специальность «авиационный техник». В Егорьевском авиационном учебном центре ДОСААФ получил квалификацию «пилот вертолёта Ми-2».
В 1970-1972 гг служил в войсках ПВО СССР. После демобилизации работал в Аэрофлоте.
В 1975 г. поступил на исторический факультет МГУ им. М. В. Ломоносова. В 1980 году поступил в аспирантуру МГУ, кафедра источниковедения, ленинский стипендиат. Параллельно получал второе высшее образование на факультете Вычислительной математики и кибернетики МГУ. В 1983 году защитил кандидатскую диссертацию по теме «Земельный рынок», научный руководитель — академик АН СССР И. Д. Ковальченко.
С 1983 г. — старший преподаватель ВКШ при ЦК ВЛКСМ (ныне — Московский гуманитарный университет), читал курс источниковедения и применения математических методов в общественных науках. С 1986 г. — и. о. заведующего кафедрой. В 1987 г. переведён в Академию общественных наук при ЦК КПСС (ныне — Российская академия государственной службы при Президенте Российской Федерации).
В 1990-1991 гг обучался в Coventry University (Великобритания)
В 1997 году в Российском экономическом университете им. Г. В. Плеханова защитил докторскую диссертацию по теме «Дворянская земельная собственность в рыночных отношениях пореферменной России».
с 1996 по 2020 год занимал должность Председателя Совета директоров заместителя генерального директора по стратегии АО "Ксеньевский прииск".
Член Ученого совета Московской академии предпринимательства.
Виктор Литуев — правообладатель патентов

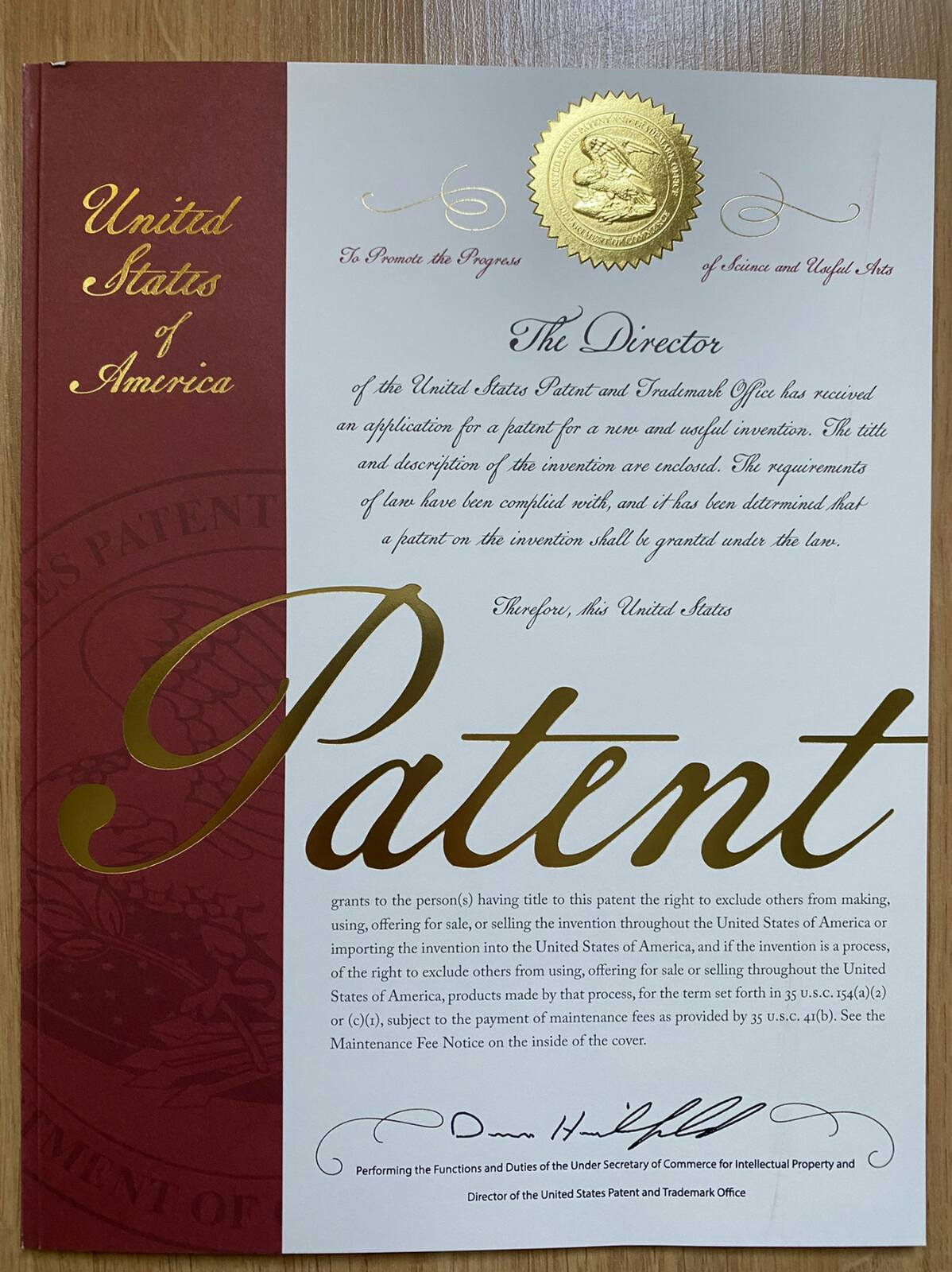
Американский патент В.Н. Литуева на способ формирования индивидуальных рекомендаций по питанию

- Американский патент В.Н. Литуева на способ формирования индивидуальных рекомендаций по питанию«Способ и устройство для определения взаимосвязей параметров производственного процесса» (RU 2 626 336 C1)
- «Способ диагностики неинфекционных заболеваний на основе статистических методов обработки данных» (RU 2 632 509 C1). На основе патента, при поддержке члена-корреспондента РАН А. Н. Богатырёва создал «Цифровую платформу диагностики патологий „ВикториЯ“»[1].
- "Способ формирования индивидуальных рекомендаций по питанию для пользователя" (RU 2 745 633 C1, US 10, 943,467 B2, Date of Patent: Apr, 13,2021)

Последние пять лет занимается источниковедческой проблематикой и математикой медицины, разрабатывает методы таргетированной диагностики неинфекционных заболеваний, создает математические модели здоровья индивидуальных пациентов с целью точной диагностики.
Выступал с лекциями в Институте питания РАН (2017), в Президиуме РАН (2019), в санатории Savoy Westerland (Карловы Вары, Республика Чехия, ежегодно 2014-2020 гг.)

### Руководство основными научными проектами
- Способы диагностики неинфекционных заболеваний на основе статистических методов обработки данных.
- Диагностика взаимосвязей и взаимодействия органических и неорганических нутриентов продуктов питания, элементов препаратов, параметров анализов крови и патологий на основе статистических методов.
- Диагностика массовых болезней и эпидемических состояний на основе статистических методов обработки результатов измерений медицинских параметров.
- Способы и устройства для определения взаимосвязи параметров производственных процессов.

## Публикации
более 100 публикаций по темам научных исследований в научных и федеральных общественно политических изданиях.

## Почётные звания

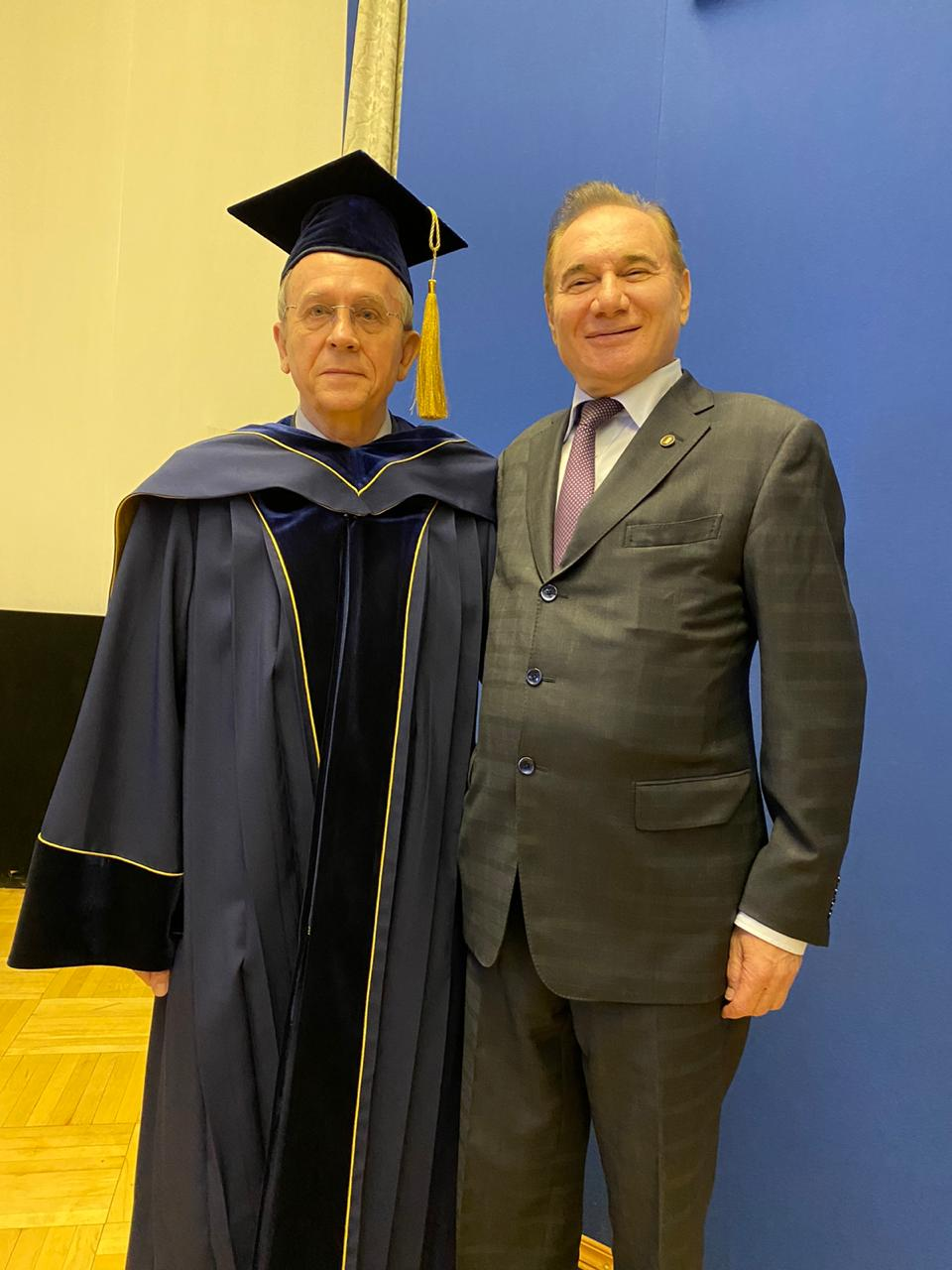
В. Н. Литуев (слева) и директор Санкт-Петербургского института биорегуляции и геронтологии, член-корреспондент РАН В. Х. Хавинсон после присвоения звания «Почётный профессор»

В сентябре 2020 года «за многолетнюю плодотворную научно-практическую деятельность учёного в области социальной и популяционной геронтологии» присвоено звание «Почётный профессор Санкт-Петербургского института биорегуляции и геронтологии».

## Семья
- Жена (с 1983 года) — Литуева Виктория Викторовна
  - Сын — Литуев Егор Викторович, генеральный директор АО "Ксеньевский прииск"
    - невестка — Литуева Елена Николаевна

  - внуки — Николай и Елизавета